# Shaggy Man
Le Shaggy Man (littéralement « homme hirsute ») est un humanoïde velu entièrement artificiel de l'univers de DC Comics. Il est apparu pour la première fois dans Justice League of America #45 (Juin 1966). Le personnage a été créé par Gardner Fox et Mike Sekowsky. 

## Pouvoirs
Doté d'une force incroyable et de capacités de régénération étonnantes (à base de cellules de salamandre), il a été un ennemi de la Ligue de justice d'Amérique.

## Seconde incarnation
Le Shaggy Man actuel est le général Eiling, qui a fait récupérer son corps par les Ultramarines. Condamné par une tumeur, le général Eiling a transféré son esprit dans le corps du Shaggy Man, avant d'être un temps expulsé (téléporté) sur un astéroïde par la Ligue de justice d'Amérique. Il a depuis rasé sa fourrure et s'est rebaptisé "le Général".

## Apparitions dans d'autres médias
Le personnage apparaît brièvement dans l'épisode Les Légendes du Dark Mite de la série animée Batman : L'Alliance des héros.